# Río Seco (Cachapoal)
El río Seco es un curso natural de agua que nace en la alta cordillera de la Región de O'Higgins, atraviesa el valle central y desemboca sus aguas en el río Cachapoal, perteneciente a la cuenca del río Rapel.

## Historia
Luis Risopatrón lo describe en su Diccionario jeográfico de Chile (1924) sobre el río:: 838 
Seco (Rio) 34° 15' 70° 57' Corre a poca distancia al S del curso medio del rio Cachapoal i se le junta a corta distancia hacia el SW del caserío de Coinco; deja en medio una prolongada isla de terrenos cultivables i casi planos, en la que se encuentra El Olivar i varias fértiles heredades. Toma ese nombre porque en la merma de las aguas del Cachapoal, casi ninguna corre por ese cauce. 62, ii, p. 74; 155, p. 668; i 156.